# Bris af Femöre
Galeasen Bris af Femöre är ett svenskt segelfartyg, som byggdes 1910 på C.O. Christianssons varv i Strömstad.
Bris av Femöre byggdes som seglande jaktriggat fraktfartyg för Johan Olsson i Skärhamn under namnet Bris. Hon har huvudsakligen använts för stenfrakter, fram till 1963.
Hon är k-märkt.